# Jesse L. Lasky Jr.
Jesse L. Lasky Jr. (souvent crédité Jesse Lasky Jr.) est un scénariste américain, né Jesse Louis Lasky (Jr.) à New York le 19 septembre 1910, mort à Londres le 11 avril 1988.

## Biographie
Fils du producteur et pionnier du cinéma Jesse L. Lasky, il participe à l'écriture de quarante films, principalement comme scénariste, de 1934 à 1976, avant un dernier sorti en 1989, l'année suivant sa mort. En particulier, il collabore à sept réalisations de Cecil B. DeMille, depuis Pacific Express en 1939 jusqu'à Les Dix Commandements en 1956 (sans compter Les Boucaniers en 1958 : DeMille étant alors malade, la réalisation en est confiée à Anthony Quinn, son gendre).
En marge de ses films américains, majoritaires, Jesse L. Lasky Jr. contribue à quelques films britanniques ou coproductions (dont Quatre de l'espionnage d'Alfred Hitchcock en 1936). En outre, à la télévision, entre 1954 et 1986, son nom figure au générique de quelques épisodes de dix séries, quatre américaines (ex. : Le Gant de velours en 1962) et six britanniques (ex. : Le Saint en 1965) — installé en 1962 à Londres, il y décède en 1988 —.

## Filmographie partielle
Comme scénariste, sauf mention contraire ou complémentaire

### Au cinéma
- 1934 : La Soirée de Miss Stanhope (Coming Out Party) de John G. Blystone
- 1934 : The White Parade d'Irving Cummings

- 1935 : Music Is Magic de George Marshall (pièce)
- 1936 : Quatre de l'espionnage (Secret Agent) d'Alfred Hitchcock
- 1938 : Les Flibustiers (The Buccaneer) de Cecil B. DeMille
- 1939 : Pacific Express (Union Pacific) de Cecil B. DeMille
- 1940 : Les Tuniques écarlates (North West Mounted Police) de Cecil B. DeMille
- 1940 : La Maison des sept péchés (Seven Sinners) de Tay Garnett (roman)
- 1941 : Back in the Saddle de Lew Landers
- 1941 : Steel against the Sky d'A. Edward Sutherland (histoire A Bridge built at Night)
- 1941 : The Singing Hill (en) de Lew Landers
- 1942 : Les Naufrageurs des mers du Sud (Reap the Wild Wind) de Cecil B. DeMille
- 1942 : The Omaha Trail d'Edward Buzzell et Edward L. Cahn (+ histoire)
- 1947 : Les Conquérants d'un nouveau monde (Unconquered) de Cecil B. DeMille
- 1949 : The Sickle or the Cross de Frank R. Strayer
- 1949 : Samson et Dalila (Samson and Delilah) de Cecil B. DeMille
- 1950 : Femmes sans nom (Donne senza nome) de Géza von Radványi (coproduction franco-italienne ; dialogues anglais additionnels)
- 1950 : Le Voleur de Venise (Il ladro di Venezia) de John Brahm (coproduction italo-américaine)
- 1951 : Les Maudits du château-fort (Lorna Doone) de Phil Karlson
- 1951 : L'Épée de Monte Cristo (Mask of the Avenger) de Phil Karlson
- 1952 : The Brigand de Phil Karlson
- 1953 : Salomé (Salome) de William Dieterle (histoire)
- 1953 : Le Fouet d'argent (The Silver Whip) d'Harmon Jones
- 1954 : Le Démon des eaux troubles (Hell and High Water) de Samuel Fuller
- 1954 : The Iron Glove de William Castle
- 1955 : Les Perles sanglantes ou La Perle du Pacifique Sud (Pearl of the South Pacific) d'Allan Dwan
- 1956 : Les Dix Commandements (Ten Commandments) de Cecil B. DeMille
- 1956 : L'Ardente Gitane (Hot Blood) de Nicholas Ray
- 1958 : Les Boucaniers (The Buccaneer) d'Anthony Quinn
- 1959 : John Paul Jones, maître des mers (John Paul Jones) de John Farrow
- 1960 : The Wizard of Baghdad de George Sherman
- 1961 : Les Pirates de la Tortue (en) (Pirates of Tortuga) de Robert D. Webb
- 1961 : Traquées par les Japs (Seven Women from Hell) de Robert D. Webb (avec son épouse Pat)
- 1969 : L'Ouest en feu (Land Raiders) de Nathan Juran

### À la télévision (séries)
- 1962 : Le Gant de velours (The New Breed), épisode 30 Hail, Hail, the Gang's all here de Walter Grauman et épisode 36 Walk this Street Lightly de Jerry Hopper
- 1965 : Le Saint (The Saint), Saison 4, épisode 7 Les Coupeurs de diamants (The Saint bids Diamonds) de Leslie Norman
- 1966 : Destination Danger (Danger Man), Saison 3, épisode 19 Votez pour Shargis (Two Birds with One Bullet) de Peter Yates
- 1973 : Poigne de fer et séduction (The Protectors), Saison 1, épisode 9 Un plus un égale un (One and One makes One) de Don Chaffey, épisode 20 Une vieille histoire (Talkdown) et épisode 26 La Mallette (A Case for the Right) de Michael Lindsay-Hogg
- 1976 : Cosmos 1999 (Space : 1999), Saison 1, épisode 15 Le Grand Cercle (The Full Circle)
- 1983-1986 : Philip Marlowe, détective privé (Philip Marlowe, Private Eye), Saison 1, épisode 2 The King in Yellow (1983) de Bryan Forbes et épisode 5 Smart Aleck kill (1983) de Peter Hunt ; Saison 2, épisode 1 Blackmailers don't shoot (1986) d'Allan King
- 1985 : Histoires singulières (Hammer House of Mystery and Suspense), épisode 9 Paint me a Murder